# 金南姬
金南姬（김남희，1994年3月4日—），北韓女子足球員，師任後衛，現效力4.25體育團並且是國家隊隊長。她曾出戰2012年倫敦奧運。2015年女子東亞盃中，她協助國家隊贏得冠軍，並成為盃賽的最佳防衛球員。兩年後，她以隊長身份參與2017年東亞國家盃，成功衛冕冠軍和最佳防衛球員獎項。

## 資料來源
1. ↑   (PDF). FIFA: 8. 13 July 2012  [15 July 2012]. （原始内容 (PDF)存档于13 July 2012）.
2. ↑  "可靠的女足選手" 《今日朝鮮》 2018.04 P.30-31

## 外部連結
- 金南姬在国际奥林匹克委员会的资料